# Meridian (Mississippi)
Meridian é uma cidade localizada no estado americano de Mississippi, no Condado de Lauderdale. É a cidade natal de Hayley Williams, vocalista da banda de rock Paramore

## Demografia
Segundo o censo americano de 2010, a sua população era de 41 148 habitantes.
Em 2006, foi estimada uma população de 38 200, um decréscimo de 1768 (-4,4%).

## Geografia
De acordo com o United States Census Bureau tem uma área de 118,8 km², dos quais 116,9 km² cobertos por terra e 1,9 km² cobertos por água.

## Localidades na vizinhança
O diagrama seguinte representa as localidades num raio de 24 km ao redor de Meridian.

## Famosos nascidos em Meridian
- Hayley Williams (1988 -) vocalista da banda Paramore.
- Paul Davis (1948-2008) Cantor E Compositor
- Sela Ward  (1956) Atriz, autora, produtora